# Kováry
Kováry (Duits: Kowarn) is een Tsjechische plaats in de gemeente Zákolany in de regio Midden-Bohemen en maakt deel uit van het district Kladno. Het dorp ligt op ongeveer 1,5 km afstand van Zákolany.
Kováry telt 112 inwoners (2021).

## Geografie
De Zákolanskýbeek stroomt door het dorp. De beek is vaak vastgelegd door landschapsschilders als Antonín Slavíček, Jaroslav Panuška, Otakar Lebeda en Josef Holub. Aan de zuidoostzijde van Kováry ligt natuurmonument Kovárské stráně.

## Geschiedenis
Het dorp bestond waarschijnlijk al in de tijd dat de nabijgelegen gord Budeč werd gesticht, maar de eerste schriftelijke vermelding van het dorp dateert volgens de gemeentewebsite van 1348. Andere bronnen noemen 1376 als eerste vermeldingsjaar.
Tot 1850 viel het dorp onder het district Rakovník en daarna onder het district Smíchov. Vervolgens behoorde het dorp nog enige tijd tot de regio's Praag en Kralupy nad Vltavou. Sinds 1960 maakt Kováry deel uit van de gemeente Zákolany in het district Kladno.

## Verkeer en vervoer

### Autowegen
Er leiden regionale wegen naar het dorp.

### Spoorlijnen
Station Kováry ligt aan spoorlijn 121 Hostivice - Podlešín.

### Buslijnen
Er zijn twee bushaltes in het dorp:
| Halte                        | Lijnen | Trajecten             | Vervoerder  |
| ---------------------------- | ------ | --------------------- | ----------- |
| Zákolany, Kováry             | 323    | Praag-Nádraží - Koleč | Valenta BUS |
| Zákolany, Kováry, žel. zast. | 323    | Praag-Nádraží - Koleč | Valenta BUS |

## Bezienswaardigheden
- De nabijgelegen gord Budeč;
- Dorpskapel.

## Galerij

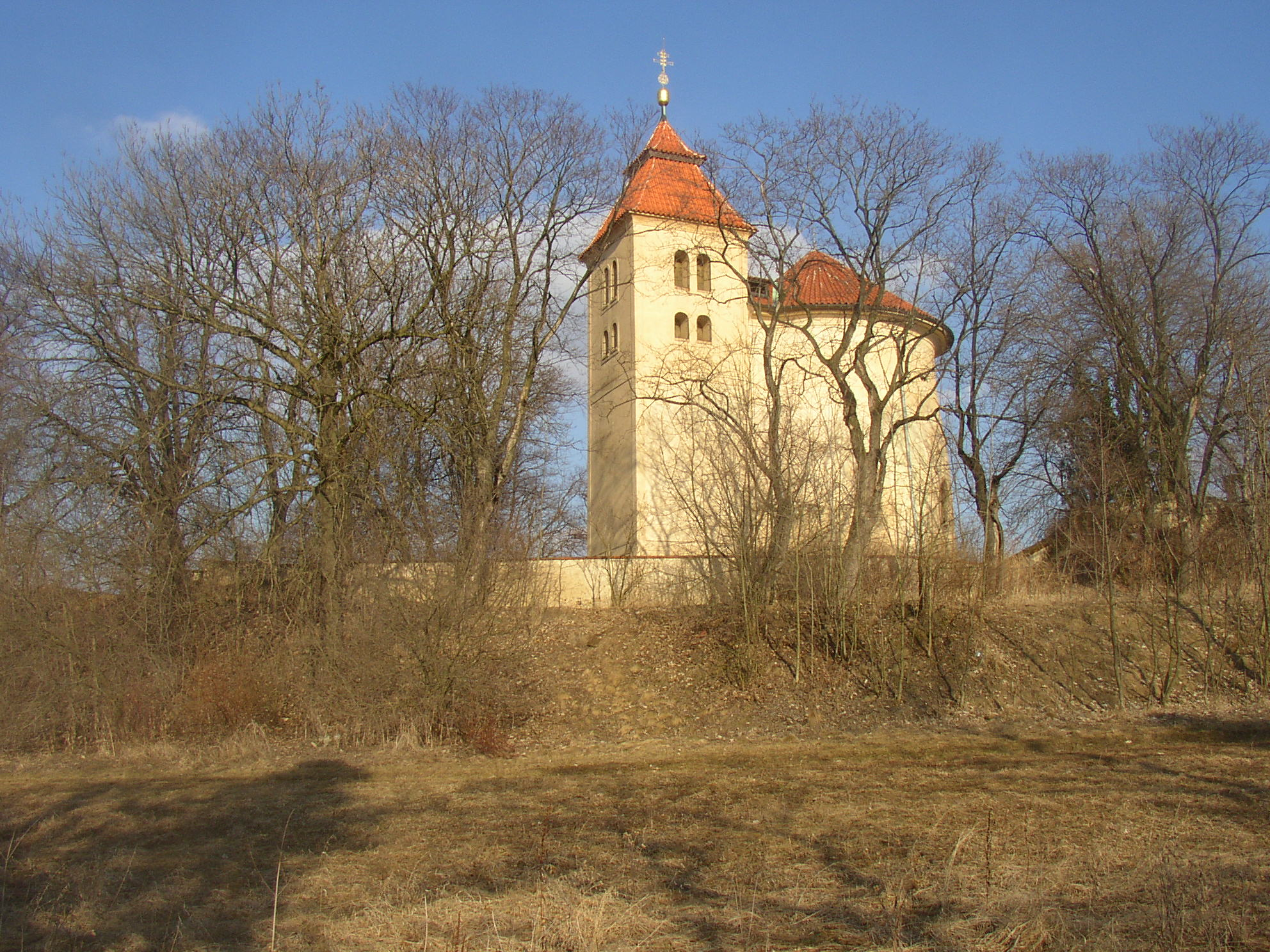
Sint-Petrus en -Pauluskerk, enige restant van de gord Budeč
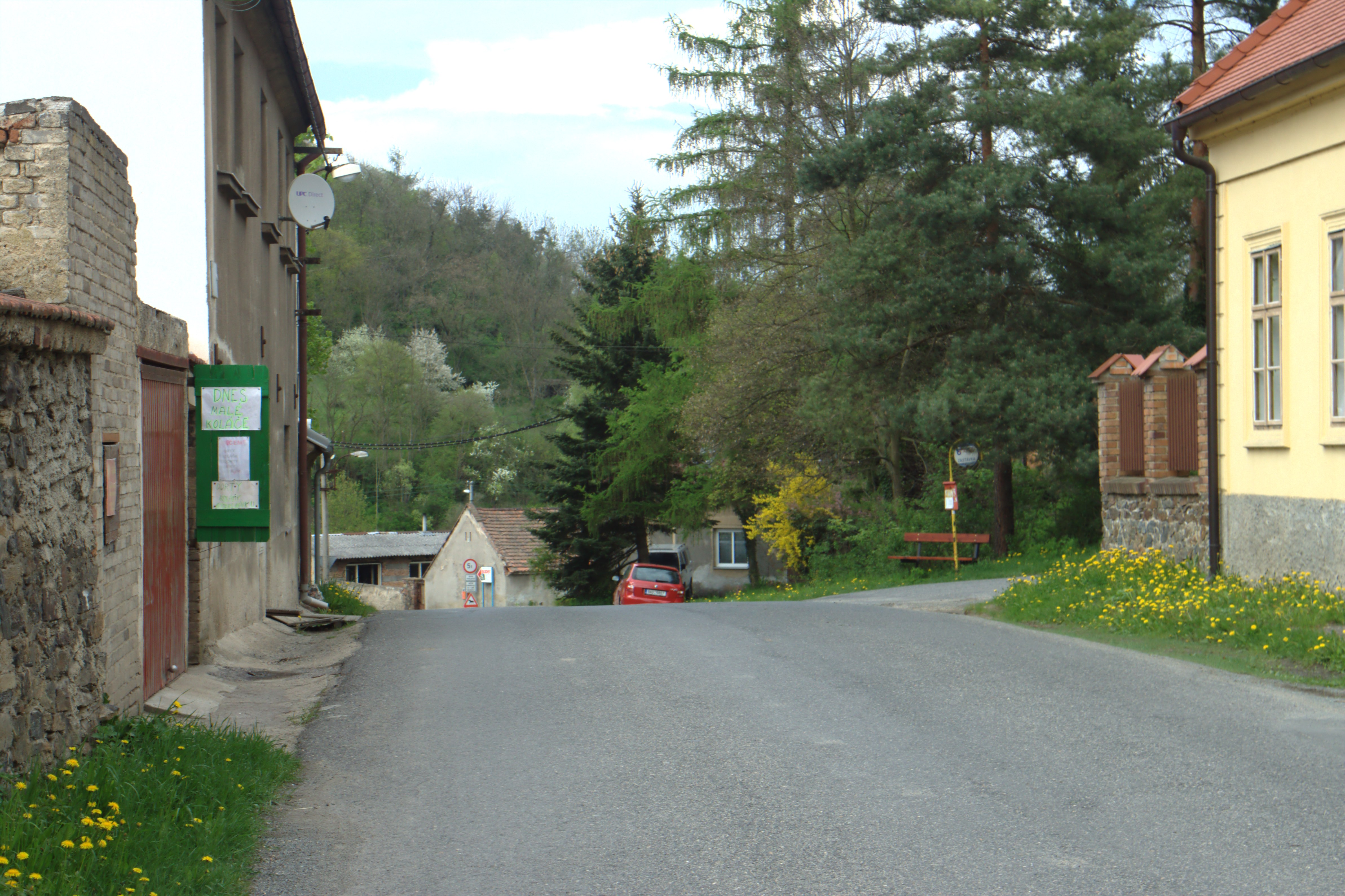
Heuvelachtige straat in het dorp
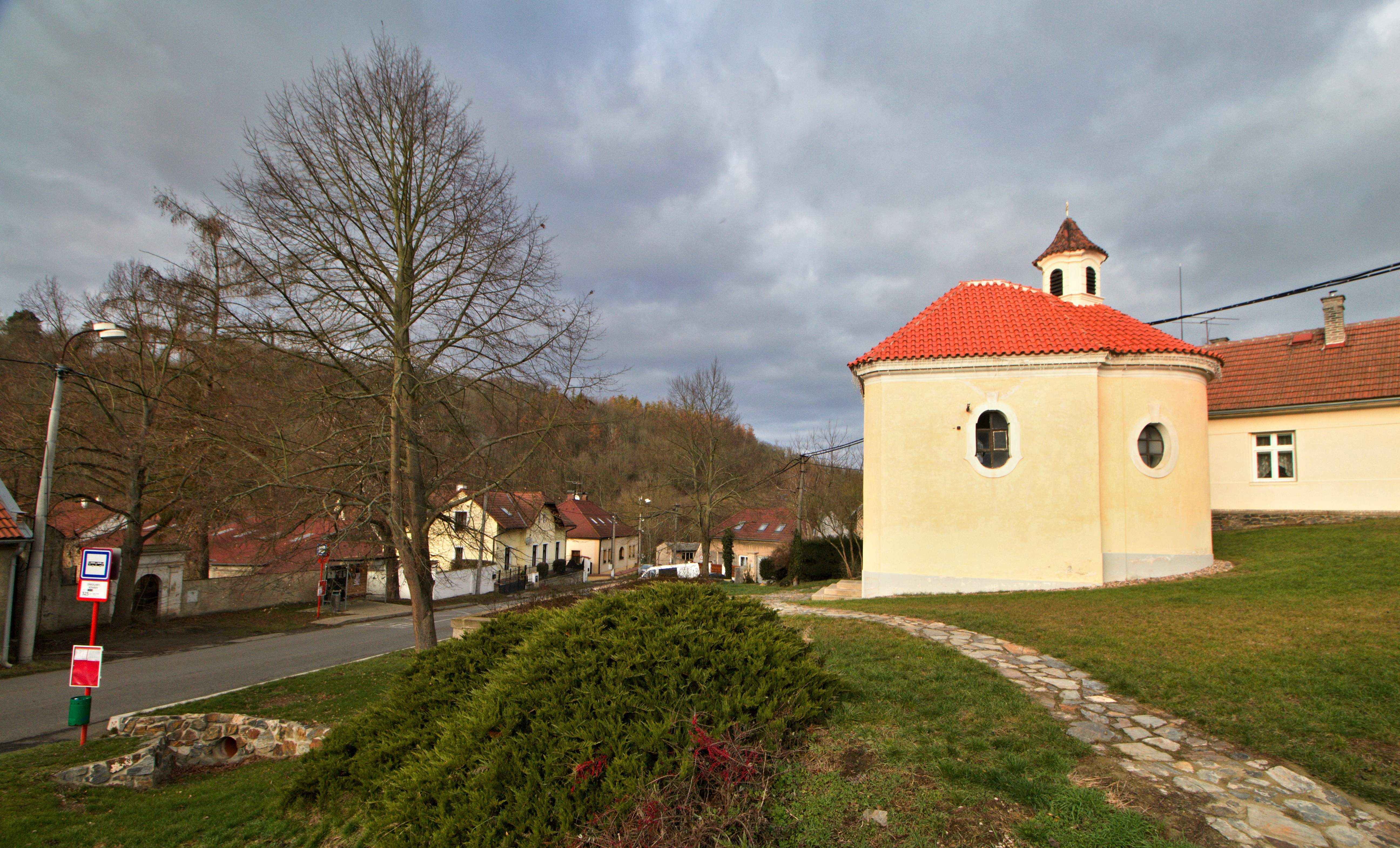
Dorpskapel (zijaanzicht)
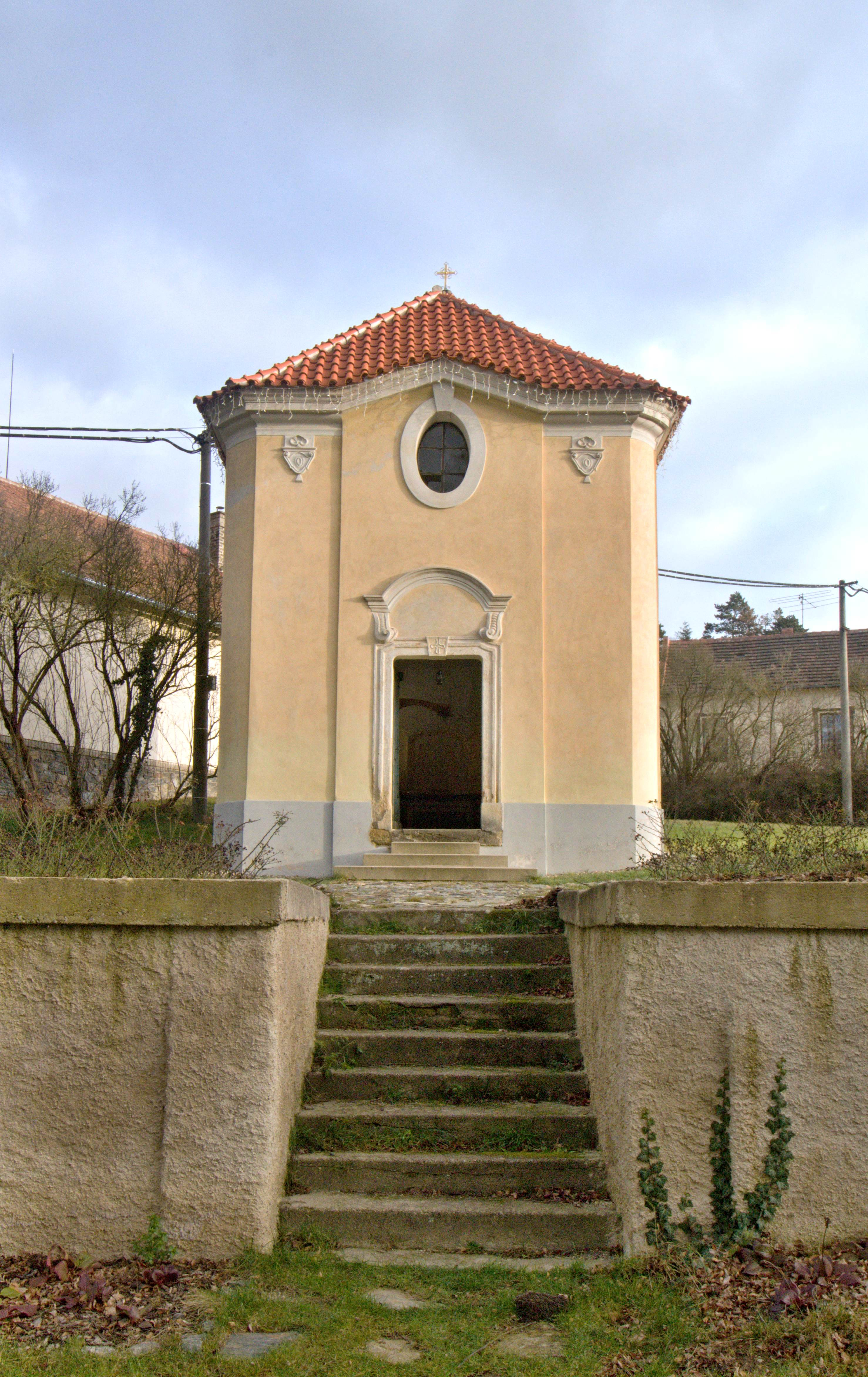
Dorpskapel (vooraanzicht)
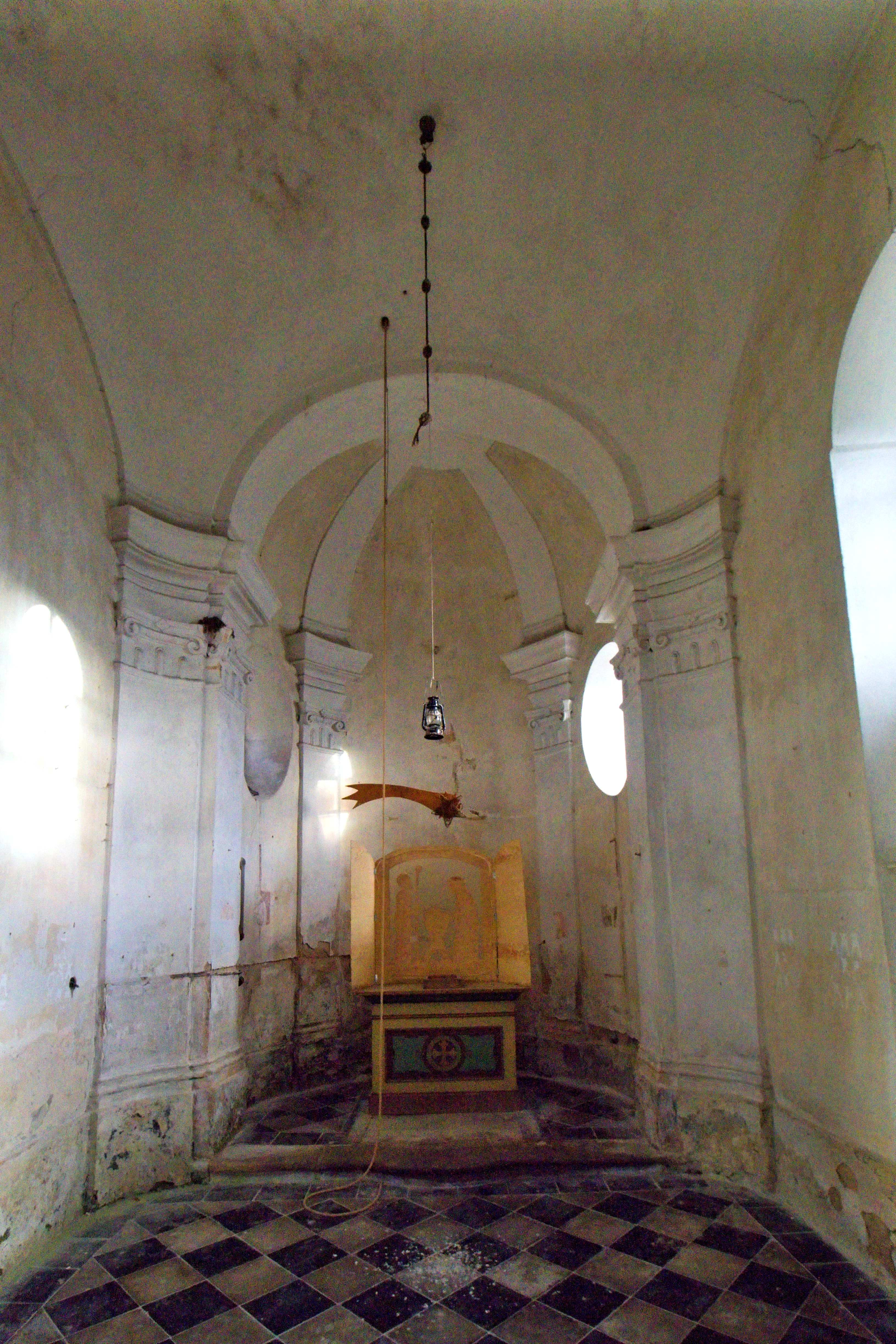
Dorpskapel (binnenaanzicht)